# Ladenpassage

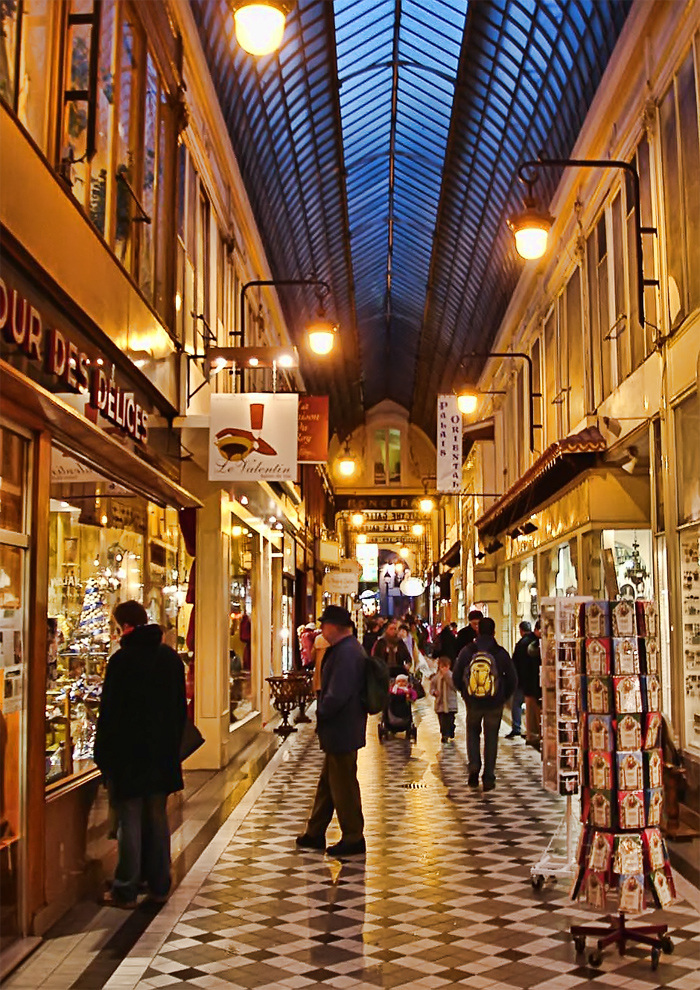
Die Passage Jouffroy in Paris

Als Passage, Ladenpassage (Anhörenⓘ) oder Einkaufspassage (frz.: ‚passage‘ = Durchgang) wird ein überdeckter Durchgang durch einen Gebäudekomplex oder Häuserblock bezeichnet, in dem Ladengeschäfte angesiedelt sind. Oft liegen Ladenpassagen zwischen parallel verlaufenden Straßenzügen und haben ein höherwertiges Sortiment oder sind der höherwertigen Gastronomie zuzurechnen.
Die Mischung der Läden ist mit dem Ziel konzipiert, eine Umgebung zu schaffen, in der sich die Kunden lange aufhalten. Oft ist auch eine Erlebnisgastronomiezone vorhanden.

## Geschichte
Im 19. Jahrhundert entwickelte sich die Passage zu einem eigenständigen Bautyp, einer Vorstufe der Warenhäuser und modernen Einkaufszentren. In einer kulturhistorischen Arbeit beschreibt Walter Benjamin die Entstehung der ersten Ladenpassagen in Paris:
„Die Mehrzahl der Pariser Passagen entsteht in den anderthalb Jahrzehnten nach 1822. Die erste Bedingung ihres Aufkommens ist die Hochkonjunktur des Textilhandels. […] Sie sind die Vorläufer der Warenhäuser. […] In ihrer Ausstattung tritt die Kunst in den Dienst des Kaufmanns. Die Zeitgenossen werden nicht müde, sie zu bewundern. […] Die Passagen sind der Schauplatz der ersten Gasbeleuchtung. Die zweite Bedingung des Entstehens der Passagen bilden die Anfänge des Eisenbaus.“
Die innerstädtischen Ladenpassagen verloren im 20. Jahrhundert durch die Konkurrenz zunächst der aufkommenden Warenhäuser und später der Einkaufszentren autogerechter Städte an Bedeutung. Erst seit den 1980er-Jahren wurden im Rahmen der Bemühungen zur Revitalisierung der Innenstädte und des Aufkommens der postmodernen Architektur wieder vermehrt innerstädtische Einkaufszentren gebaut, die an die Formen der Einkaufspassagen des 19. Jahrhunderts anknüpfen.

## Historische Ladenpassagen (chronologisch)

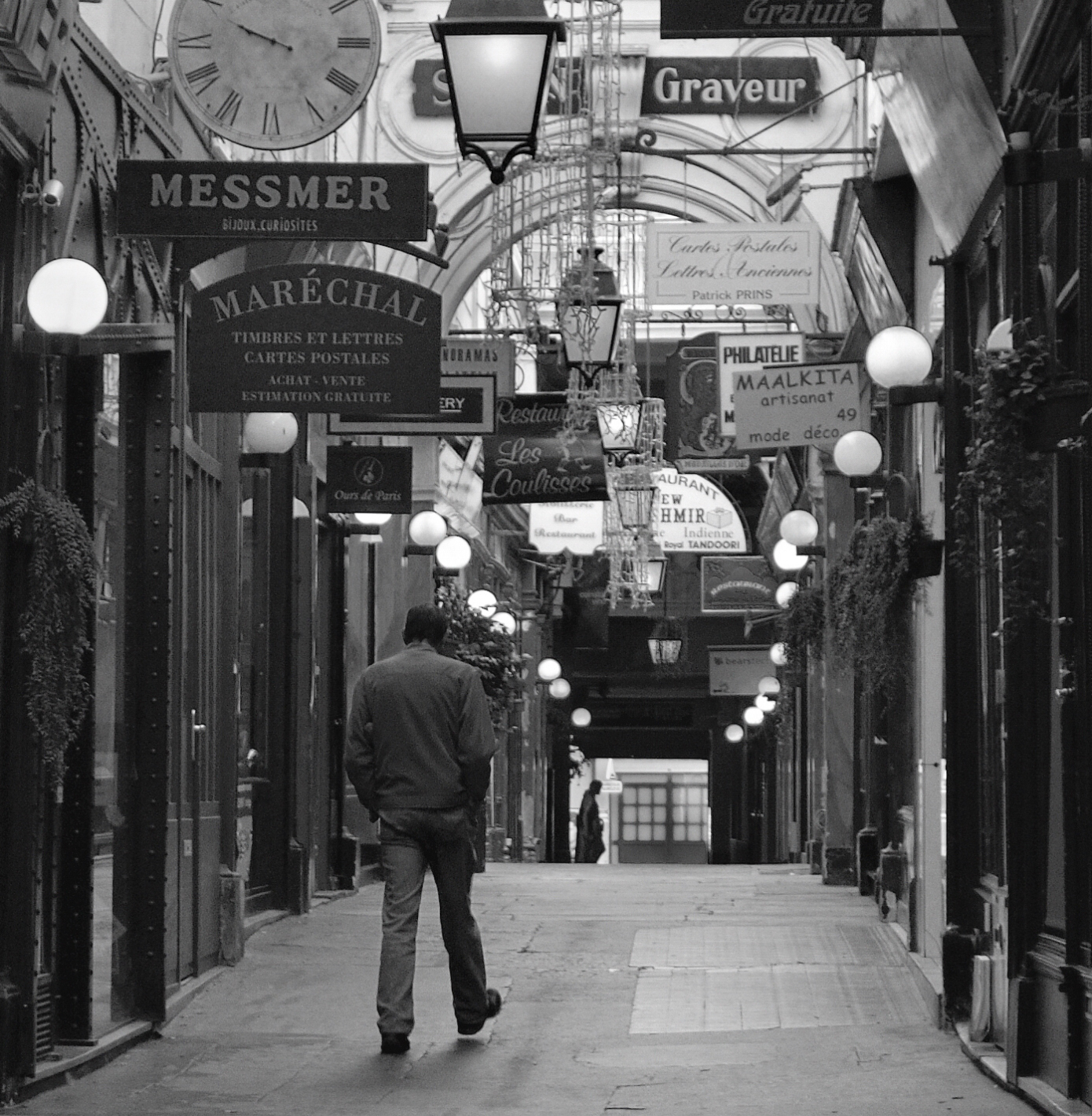
Passage des Panoramas, Paris

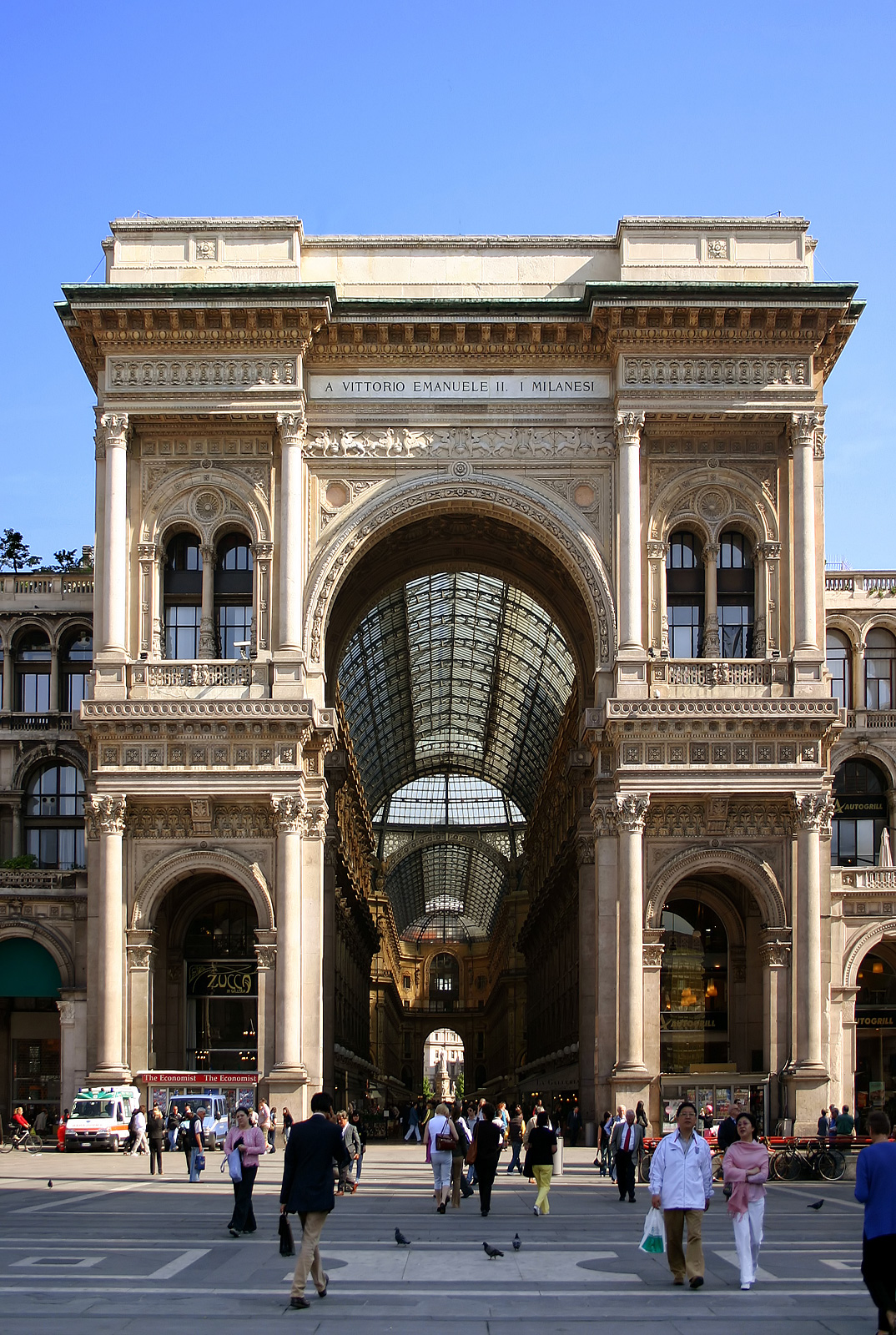
Die Galleria Vittorio Emanuele II in Mailand

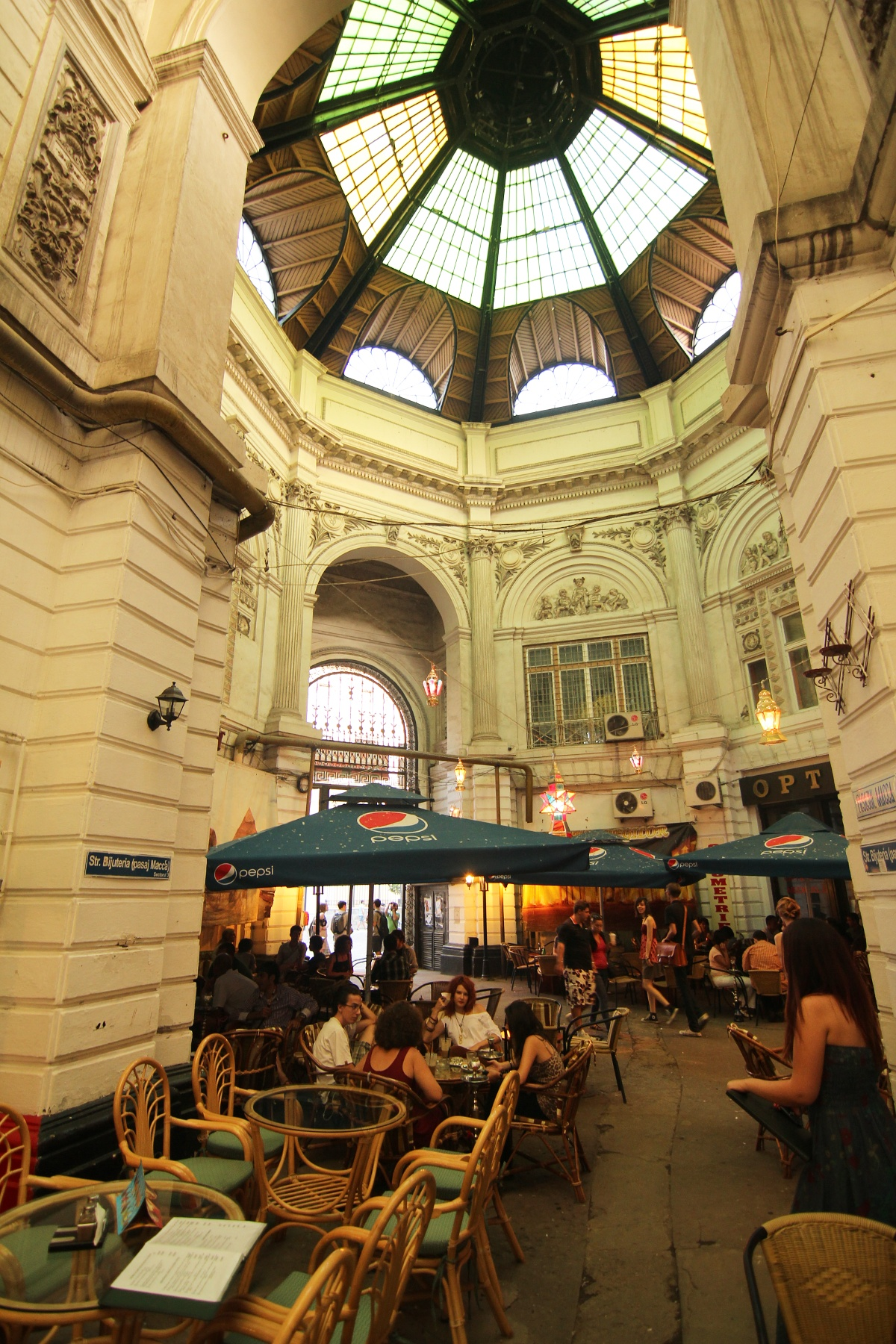
Die Macca-Villacrosse-Pasagen in Bukarest

- Passage du Prado, Paris (1785; 1925)
- Passage Macca-Villacrosse, Bukarest (1798; 1863)
- Passage des Panoramas, Paris (1800; erweitert 1834–1835)[2]
- Burlington Arcade, London (1819)
- Galerie Vivienne, Paris (1823)
- Passage du Grand-Cerf, Paris (1825)
- Passage Brady in Paris (1828)
- Westminster Arcade, Providence, USA (1828)
- Passage de Choiseul in Paris (1829)
- Passage Lemonnier, Lüttich (1836–1838)
- Passage Pommeraye in Nantes (1840–1843)
- Sillem’s Bazar, 1843–1881 in Hamburg
- Pasaje Matheu, Madrid (1843–1847)
- Passage Jouffroy, Paris (1845)
- Die Passage (Пассаж, Passasch), Sankt Petersburg (1846–1848)
- Galeries Royales Saint-Hubert / Koninklijke Sint-Hubertusgalerijen in Brüssel (1846)
- Paddock Arcade, Watertown (New York), USA (1850)
- Englische Passage, Bukarest (1855)
- Passage im Palais Ferstel, Wien (1855)
- Passage des Princes (passage de Mirès), Paris (1860)
- Königin-Augusta-Passage, Köln, Hohe Straße (1863)
- Mellin Passage (1864, Dekor um 1900) in den Alsterarkaden, Hamburg[3]
- Galleria Vittorio Emanuele II, Mailand (1864–1867)
- Royal Arcade, Melbourne, Australien (1869)
- Kaisergalerie, Berlin (1873)
- Çiçek Pasajı, Istanbul (1876)
- Haagse Passage, Den Haag (1885)
- Warenhaus GUM, Moskau (1890–1893)
- Galleria Umberto I, Neapel (1887–1891)
- Passatge de Bacardí, Barcelona (1860)
- Castle Arcade, Cardiff, Wales (1887)
- Silver Arcade, Leicester, Großbritannien (1889)
- Cleveland Arcade, Cleveland, USA (1890)
- Block Arcade, Melbourne, Australien (1891–1893)
- The Strand Arcade, Sydney, Australien (1892)[4]
- Victoria Quarter, Leeds, Großbritannien (um 1900)
- Dayton Arcade, Dayton (Ohio), USA (1902)
- Petrovsky Passage (Петровский пассаж), Moskau (1903–1906)
- Friedrichstraßenpassage, Berlin (1907–1908)
- Straßburg-Passage in Görlitz (1908)
- Piccadilly Arcade, London (1909)
- Pariser Hof, Budapest (seit 1817, 1909–1913 erneuert)
- Mädlerpassage in Leipzig (1912)